# Specter Berlin
Specter Berlin ist der Künstlername des Grafikers, Art Directors und Regisseurs Eric Remberg (* 12. Juni 1975 in Bonn). Er ist einer der Gründer des Labels Aggro Berlin, des Geto Gold Musikverlags und der Aggro.tv GmbH.

## Leben

Aggro Berlin Logo

Eric Remberg wurde 1975 in Bonn geboren. Er wuchs zweisprachig (deutsch und französisch) in Paris auf. Remberg war bereits in frühester Jugend am Zeichnen interessiert und war später als Graffiti-Künstler in der Gruppe Squat Force aktiv. Seit 1992 benutzte er das Pseudonym Specter.
Noch in Paris entstanden seine ersten professionellen Grafik-Arbeiten für die Musikindustrie, unter anderem für den Musikproduzenten Jimmie Jay. Danach lebte er für zwei Jahre in Washington, D.C., bevor er mit 20 Jahren nach Berlin zog, wo er ein Grafikdesign-Studium begann. Es entstanden Arbeiten für den Breakdance-Contest Battle of the Year, das Unternehmen MZEE, das Backspin Hip Hop Magazin und Hip-Hop-Musiker wie MC Rene und Spax oder das DJ-Kollektiv Phaderheadz.
Ab 1999 begleitete Specter Berlin DJ Tomekk als Art Director und Illustrator für die Produktion 1, 2, 3, Rhymes Galore mit Grandmaster Flash und Flavor Flav und war verantwortlich für das Set-Design in Berlin und New York. Specter ist im Video zu sehen und signiert es zum Schluss mit einem riesigen Tag. Für DJ Tomekk entstanden weitere Arbeiten wie Ich lebe für Hip Hop mit GZA und Return of Hip Hop (Ooh, Ooh).
Gemeinsam mit Jens „Spaiche“ Ihlenfeldt und Halil Efe gründete er 2001 das Independent-Label Aggro Berlin, für das er als A&R tätig war und für dessen komplette grafische Gestaltung er verantwortlich zeichnete. Specter designte die Label-CI mit dem ikonischen Sägeblatt-Logo, die Künstler-Logos und die Cover der Veröffentlichungen, prägte darüber hinaus aber auch die visuelle Identität einiger Aggro-Berlin-Künstler maßgeblich. Bekannt wurde insbesondere die von ihm für Sido als Mischung aus einem Totenkopf und einem Shure-Mikrofon designte Maske, die namensgebend für das 2004 veröffentlichte Debütalbum des Künstlers war. In Zusammenarbeit mit Daniel Harder drehte Specter auch die Mehrheit der Musikvideos für die Aggro-Berlin-Künstler. Parallel entstanden weiter Arbeiten für andere Künstler wie DJ Tomekk, die teilweise auch die Finanzierung in der Anfangsphase des Labels unterstützten. Am 1. April 2009 beendete Aggro Berlin die Labelarbeit, blieb jedoch als Firma bestehen und behielt die Rechte am vollständigen Backkatalog. Der Fokus des Unternehmens liegt seither vor allem auf der Videoplattform aggro.tv.
Zusammen mit Ihlenfeldt und Efe hatte Remberg 2004 auch den unabhängigen Geto Gold Musikverlag, zunächst als Verlagsheimat für die Aggro-Berlin-Künstler, gegründet. Seit dem Ende der Label-Tätigkeit von Aggro Berlin repräsentierte der Verlag in Zusammenarbeit mit Sony/ATV Music Publishing Komponisten und Texter aus unterschiedlichen Bereichen.
Specter drehte in der Folgezeit zahlreiche Musikvideos für andere Künstler. Sein Musikvideo zu Bushidos und Sidos Track So mach ich es wurde bei der Echoverleihung 2012 in der Kategorie Bestes Video ausgezeichnet. Im gleichen Jahr löste sein Video für Joachim Witts Lied Gloria, das Szenen einer Vergewaltigung und eines Mordes durch Bundeswehrsoldaten zeigte, die auf eine Idee von Specter zurückgingen, eine Kontroverse aus. Außerdem entstanden Werbeclips für Unternehmen wie Volkswagen, Mercedes-Benz, Lexus und Nike.
Seit 2016 betreibt er zusammen mit David Bwoooi (Dumme Jungs) das Projekt Hell Yes.
2017 drehte er mit Antimarteria seinen ersten Spielfilm, an dessen Drehbuch er ebenfalls mitwirkte.
Bei den Hiphop.de Awards 2017 wurde er mit dem Preis für sein Lebenswerk ausgezeichnet.
Im März 2019 erschien das unter seiner Regie entstandene Musikvideo zur Rammstein-Single Deutschland, für das er auch als Executive Producer fungierte. Im November 2022 führte er beim Video zu Adieu erneut für die Gruppe Regie.

## Filmografie (Auswahl)
Musikvideos
- 2001: Royal TS – Westberlin (mit Kaisaschnitt)
- 2002: B-Tight – Der Neger (mit Priyésh Puthan)
- 2002: Bushido, Sido & B-Tight – Aggro Teil 2
- 2003: Bushido – Electrofaust / Bei Nacht
- 2003: Sido – Interview (mit Priyésh Puthan)
- 2003: Sido – Weihnachtssong (mit Daniel Harder)
- 2004: Sido – Mein Block (Beathoavenz Video Remix) (mit Daniel Harder)
- 2004: Sido – Fuffies im Club (mit Daniel Harder)
- 2005: Deine Lieblings Rapper – Steh wieder auf (mit Daniel Harder)
- 2006: Deine Lieblings Rapper – Gib mir die Flasche (mit Moritz Stumm)
- 2005: Fler – NDW 2005 (mit Daniel Harder)
- 2005: Sido – Mama ist stolz (mit Daniel Harder)
- 2005: DJ Tomekk feat. Fler & G-Hot – Jump, Jump (DJ Tomekk kommt) (mit Daniel Harder)
- 2005: Fler feat. G-Hot – Nach eigenen Regeln (mit Daniel Harder)
- 2005: B-Tight & Tony D – Twoh (mit Moritz Stumm)
- 2005: B-Tight & Tony D feat. G-Hot – Aggro Berlin Zeit (mit Daniel Harder)
- 2006: Fler – Papa ist zurück (mit Daniel Harder)
- 2006: Fler – Chef (Clip & Klar) (mit Daniel Harder)
- 2006: Fler feat. Shizoe – Wir bleiben stehen (mit Sascha Pollack)
- 2006: Sido & G-Hot – Wahlkampf (mit Daniel Harder)
- 2006: Sido – Goldjunge (mit Axel Roschlock)
- 2006: Sido – Strassenjunge (mit Daniel Harder)
- 2007: B-Tight – Ich bin's (mit Daniel Harder)
- 2007: Sido – Ein Teil von mir (mit Daniel Harder)
- 2007: Sido – Schlechtes Vorbild (mit Daniel Harder)
- 2007: Tony D – Tot so gut (mit Axel Roschlock)
- 2011: Die Atzen mit Nena – Strobo Pop
- 2011: Bushido & Sido – So mach ich es
- 2012: Sido feat. B.S.H. – Meine Jordans
- 2012: Swiss – Punkah
- 2012: Die Atzen – Party (Ich will abgehn)
- 2012: Joachim Witt – Gloria
- 2013: Frida Gold – Liebe ist meine Rebellion
- 2013: Real Geizt & Splidttercrist – Bild im Fleisch
- 2013: Miss Platnum – 99 Probleme
- 2014: Miss Platnum – Glück & Benzin
- 2017: Marteria feat. Teutilla – Aliens
- 2017: Marteria – Das Geld muss weg
- 2019: Rammstein – Deutschland
- 2020: Fler – Light Up The Night / Modelface / Jo-Jo
- 2020: Katja Krasavice x Fler – Million Dollar A$$
- 2021: Olexesh – Ufos überm Block
- 2021: Fler & Bass Sultan Hengzt – Mondlicht
- 2022: Kontra K – Gib mir kein’ Grund
- 2022: Fler – Immer noch aggro
- 2022: Rammstein – Adieu
- 2023: Kontra K feat. Lana Del Rey – Summertime
- 2024: Architects – Whiplash

Spielfilm
- 2017: Antimarteria (auch Drehbuch)